# 蒙特卡尔沃-伊尔皮诺
蒙特卡尔沃-伊尔皮诺（義大利語：Montecalvo Irpino），是意大利阿韦利诺省的一个市镇。总面积53.53平方公里，人口3969人，人口密度74.1人/平方公里（2009年）。ISTAT代码为064052。